# Marzena Czarnecka

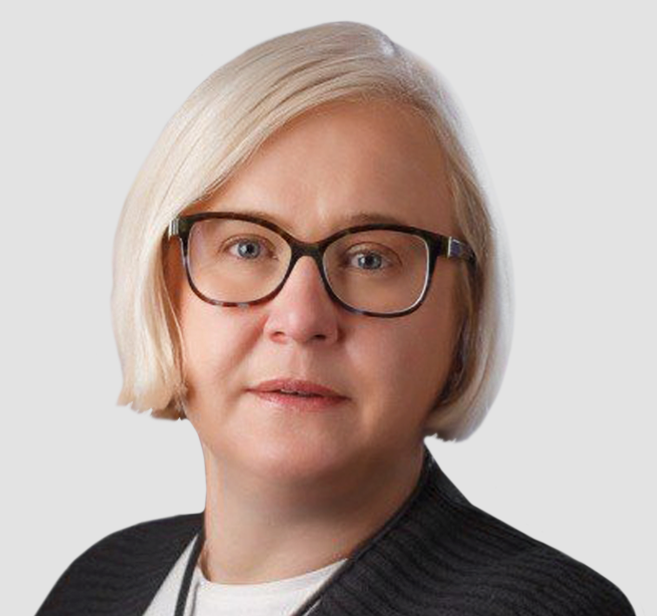
Marzena Czarnecka

Marzena Czarnecka (geboren 17. November 1969 in Zabrze) ist eine polnische Professorin und Wirtschaftswissenschaftlerin, spezialisiert auf Regulierungsfragen, Verbraucherpolitik, Wettbewerbsrecht sowie Energie- und Arbeitsrecht. Sie ist Industrieministerin im Kabinett Tusk III.

## Werdegang
Czarnecka erwarb einen Masterabschluss an der Fakultät für Recht und Verwaltung der Schlesischen Universität in Katowice und promovierte an der Wirtschaftsuniversität Kattowitz. Im Jahr 2019 erfolgte die Habilitation in Wirtschaftswissenschaften.
1999 gründete Czarnecka gemeinsam mit Tomasz Ogłódek eine Rechtsberatungskanzlei, die sie über 20 Jahre lang leitete; in dieser Zeit arbeitete sie mit allen großen Energieunternehmen in Polen zusammen.
Seit 2020 ist Czarnecka Professorin an der Wirtschaftsuniversität Kattowitz, wo sie den Lehrstuhl für Energiewende innehat. Sie ist außerdem Lehrbeauftragte an mehreren europäischen Universitäten, darunter die Universität des Saarlandes und die Universität Granada.
Sie ist Koordinatorin der Energieabteilung des Zentrums für kartellrechtliche und regulatorische Studien (CARS).

## Ämter und Mitgliedschaften
Czarnecka ist Rektoratsbevollmächtigte für Gleichbehandlung, Bekämpfung von Belästigung und Diskriminierung der Wirtschaftsuniversität Kattowitz und Vorsitzende des studentischen Disziplinarausschusses. Sie ist Rechtsberaterin an der Regionalkammer der Rechtsberater in Katowice, Mitglied der Association of Corporate Counsel (ACC) und Mitglied der International Association for Energy Economics (IAEE).
Seit dem 13. Dezember 2023 ist Marzena Czarnecka Industrieministerin im Kabinett Tusk III. Das Ministerium hat seinen Sitz in Katowice.